# Cyphocarpa pallida
Cyphocarpa pallida är en amarantväxtart som först beskrevs av Spencer Le Marchant Moore, och fick sitt nu gällande namn av Charles Baron Clarke. Cyphocarpa pallida ingår i släktet Cyphocarpa, och familjen amarantväxter. Inga underarter finns listade i Catalogue of Life.